# 博塞 (多尔多涅省)
博塞（法語：Bosset，法語發音：[bɔsɛ]）是法国多尔多涅省的一个市镇，属于贝尔热拉克区。

## 地理
博塞（44°57'5"N, 0°21'11"E）面积14.52 平方千米，位于法国新阿基坦大区多爾多涅省，该省份为法国西南部内陆省份，是法國本土面积第三大的省，大致对应佩里戈尔地区，北起顺时针与夏朗德省、上维埃纳省、科雷兹省、洛特省、洛特-加龙省、吉倫特省和滨海夏朗德省接壤。
与博塞接壤的市镇（或旧市镇、城区）包括：莱莱什、吕纳、圣若尔热布朗卡内、弗赖斯、圣热里。

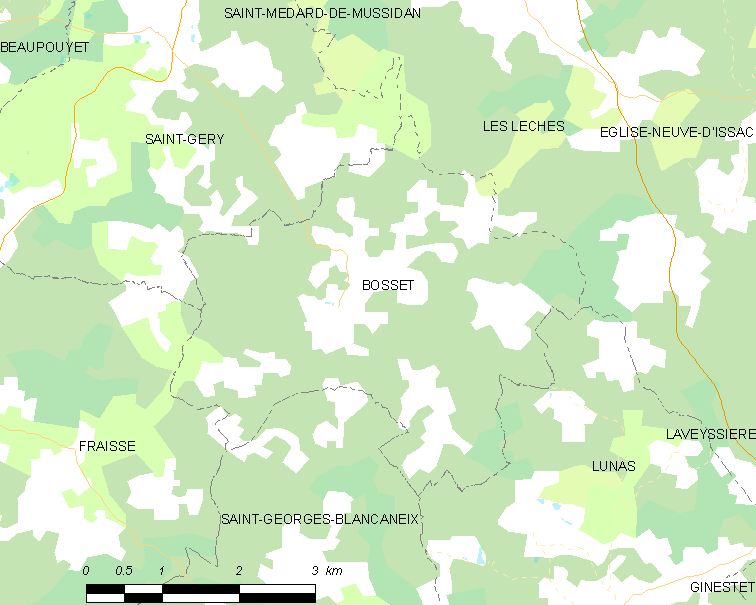
的OSM定位图

博塞的时区为UTC+01:00、UTC+02:00（夏令时）。

## 行政
博塞的邮政编码为24130，INSEE市镇编码为24051。

## 政治
博塞所属的省级选区为拉福尔斯地区县。

## 人口

1962-2008年间人口变化图示

博塞于2022年1月1日时的人口数量为233人。